# 新江镇 (南宁市)
新江镇，是中华人民共和国广西壮族自治区南宁市邕宁区下辖的一个乡镇级行政单位。

## 行政区划
新江镇下辖以下地区：
新江社区、力勒村、那云村、屯亮村、团阳村、新乐村、华联村、那了村和汉林村。